# Hauteville-la-Guichard
Hauteville-la-Guichard – miejscowość i gmina we Francji, w regionie Normandia, w departamencie Manche.
Według danych na rok 1990 gminę zamieszkiwało 358 osób, a gęstość zaludnienia wynosiła 30 osób/km² (wśród 1815 gmin Dolnej Normandii Hauteville-la-Guichard plasuje się na 542. miejscu pod względem liczby ludności, natomiast pod względem powierzchni na miejscu 390.).
W tej miejscowości pochodził Tankred de Hauteville, założyciel sławnego rodu rycerzy normańskich Hauteville.